# Patrick Gibson
Patrick Leo Kenny-Gibson (Dublín, 19 de abril de 1995) es un actor irlandés, conocido por sus papeles en The Tudors, The Passing Bells, The OA y The Darkest Minds. Fue galardonado con el premio Rising Star en los Irish Film & Television Academy de 2017.

## Primeros años y educación
Gibson nació en Dublín, Irlanda. Su padre también es actor y su madre trabaja en marketing. La familia vivió en Greystones, luego en Stillorgan, y más tarde en Donnybrook. Gibson asistió al Gonzaga College. Comenzó sus estudios de Filosofía en el Trinity College de Dublín, pero los abandonó a mitad de carrera en 2016 al ser elegido para el reparto de The OA.

## Filmografía

### Película
| Año  | Título                | Papel               | Notas        |
| ---- | --------------------- | ------------------- | ------------ |
| 2012 | What Richard Did      | Jake                |              |
| 2014 | Luke                  | Luke                | Cortometraje |
| 2014 | Gold                  | Devon               |              |
| 2015 | Hunters Fall          | James               | Cortometraje |
| 2015 | Cherry Tree           | Brian Kelly / Devil |              |
| 2016 | Property of the State | Brendan             |              |
| 2016 | Their Finest          | Rex                 |              |
| 2018 | In a Relationship     | Matt                |              |
| 2019 | Mentes poderosas      | Clancy Gray         |              |
| 2019 | Tolkien               | Robert Gilson       |              |
| 2023 | The Portable Door     | Paul Carpenter      |              |

### Televisión
| Año       | Título               | Papel                             | Notas         |
| --------- | -------------------- | --------------------------------- | ------------- |
| 2009      | Los Tudor            | Hijo de Aske                      | 3 episodios   |
| 2011      | Primeval             | Steve                             | 1 episodio    |
| 2012      | Neverland            | Ricitos                           | 2 episodios   |
| 2014      | The Passing Bells    | Thomas                            | 5 episodios   |
| 2016-2019 | The OA               | Steve Winchell                    | 14 episodios  |
| 2017      | The White Princess   | Perkin Warbeck / Príncipe Ricardo | 4 episodios   |
| 2021      | Before We Die        | Christian Radic                   | 6 episodios   |
| 2023      | Sombra y hueso       | Nikolai Lantsov                   | [ 10 ]        |
| 2024      | Dexter: Original Sin | Dexter Morgan                     | Rol principal |